# 運-10

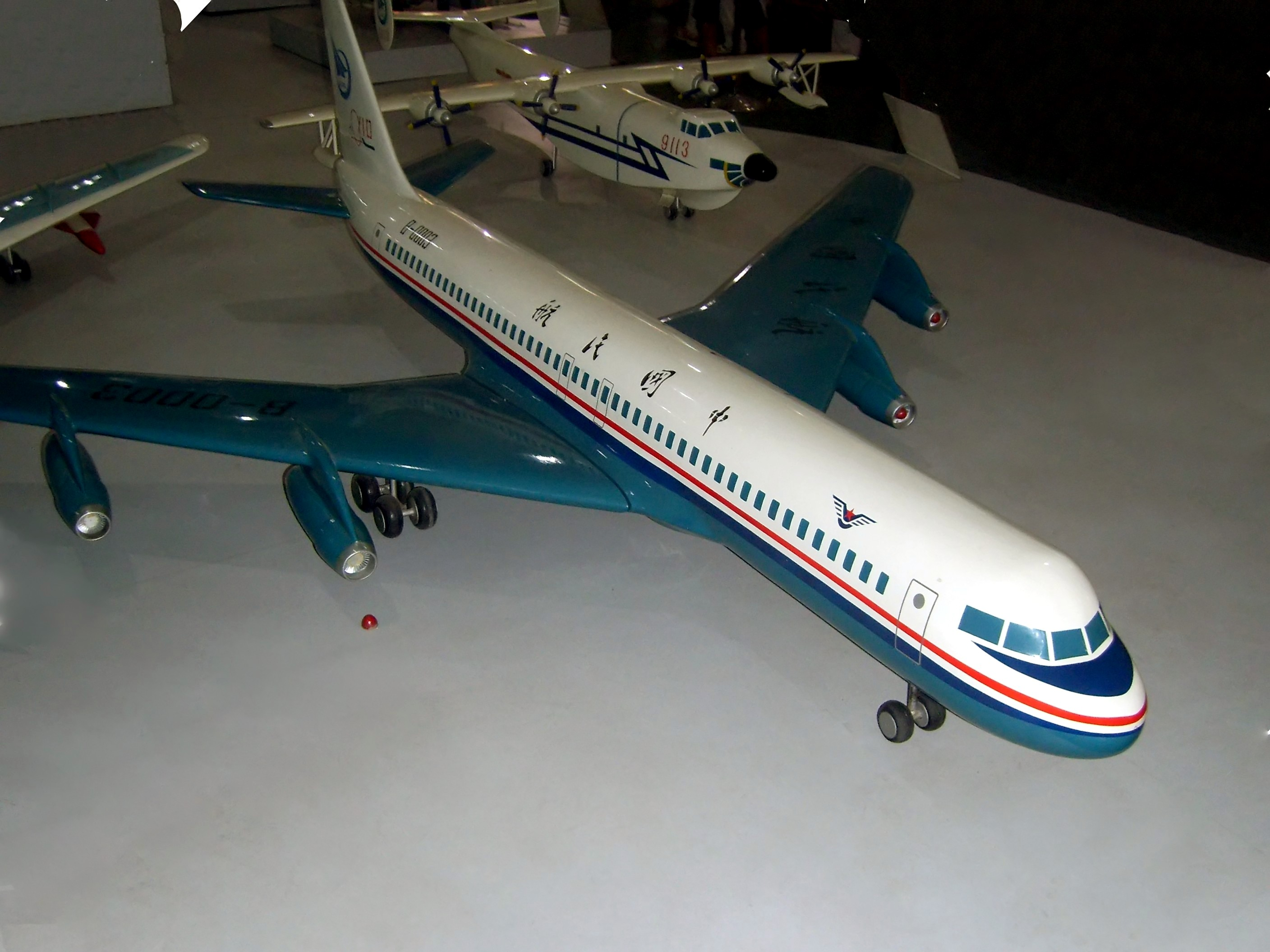
中国航空博物馆的運-10模型，外部與美國道格拉斯DC-8及波音707相似

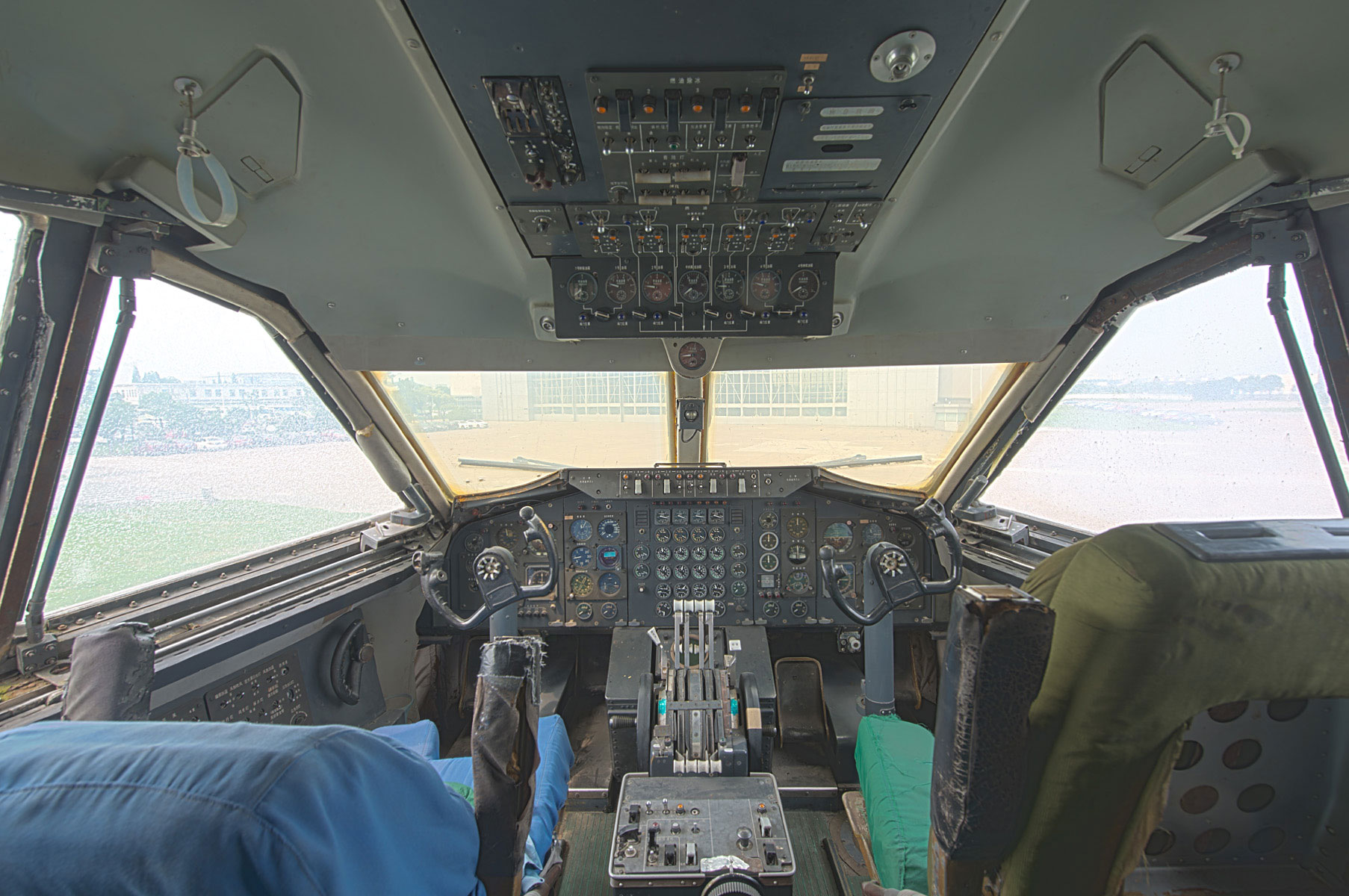
駕駛艙內部情況，攝於2015年2月。

运-10（Y-10）是由上海飞机制造厂制造的四发喷气式客机，是中華人民共和国首次自主研製的喷气式客机計畫，於1980年首飛成功。因受当时技术条件的限制，运-10亦存在技术上的缺陷，虽然运10仍有改进余地，但80年代中華人民共和国政府缺乏资金，希望运10研发经费主要由民航总局靠营收负担，不打算投入軍用領域，所以运-10因投資吸引力不足仅製成兩架半样机便結束，除了當時的測試航班人員，未能實際載客。疲軟的經濟、落後的性能、错误的政策設計导致的运十决定下马，人才組被解散，這对后来中国航空产业基础、特别是民用航空制造产业的落后造成了不可挽回的损失。
随后上海飞机制造厂转为与麦道公司合作，合资生产麦道80/90。设计團隊在均未投入大批量生产的运-10自研和麦道80/90合作生产项目上积累经验，其间又因上海大众项目的成功，有大批技术人员流动至其他機械製造方面，以至於到很久之後的ARJ-21项目中國生產自主飛機才终获成功。
首架組裝用作靜力測試。第二架配備的國產發動機為WS-8（又名915型發動機），是普惠JT3D-7的仿制品，使用的發動機及飛航電子俱為中國民航機隊中707的後備組件。机身和机翼在位于西北工业大学校园内的西安航空馆内。運-10總設計師是馬鳳山，他也是轟-6轟炸機的總設計師，副總設計師為程不時。

## 研制、测试过程
有觀點認為，运-10的主要機體設計是經由波音707的逆向工程而來，其中該工程代號708，還被譏為上海波音707，但运十的研制者否定了这一说法。 
运-10的獨特之處，是机体结构先采用苏联设计规范后参照美国适航条例全面自行研制的成果，引擎与航电才是由中国民航总局以波音707备件方式出资购买了数套改裝。在选择机体布局时，考虑了翼身融合引擎舱、尾部引擎和翼下引擎吊舱方案，当时亦流行如在中国广泛使用的英国三叉戟客机采用的尾部引擎；运-10的设计一直与轰-6有紧密联系，尾部引擎设计要从头开始，而同期未实现的轰-8采用轰-6机身及尾翼，将翼身融合引擎舱改为翼下引擎吊舱；为尽可能通用技术，708项目于是也选择了翼下引擎吊舱方案，最终1972年确定的布局与DC-8和波音707接近，而未选用DC-9、三叉戟和Tu-154的尾部引擎。
運-10計劃配套動力為渦扇8，代號915甲，根據當時規劃可能為轟6放大遠程轟炸機方案動力。該發動機在波音707上進行過試驗，在運-10和遠程轟炸機兩個項目下馬後也停止研制。
- 1970年7月，航空工业领导小组申请在上海和广州制造飞机，当局原则批准申请并将任务命名为708工程。
- 1973年6月，国务院、中央军委正式批准在上海研制大型首長專机。
- 1975年6月，完成全部设计图纸。
- 1976年9月，制出了供静力试验用的飞机。
- 1978年11月，在飞机结构强度研究所进行全机静力试验，证明飞机强度符合要求。与此同时，开展了影响安全可靠的全机四大系统地面模拟试验。
- 1980年9月26日，飞机由机长王金大首飞成功，但直至翌年年初才向外公佈[8]。
- 从首飞成功到1984年共飞行了130多个起落、170多个飞行小时。先后飞抵北京、哈尔滨、乌鲁木齐、郑州、合肥、广州、昆明、成都、拉萨等国内主要城市，并七次沿“死亡航线”飞抵高原城市拉萨，成为首架飞往拉萨市的自产飞机。
- 1985年2月11日，運-10在完成短跑道起降測試後返回上海。這次亦是運-10的最後一次飛行。
- 1986年，财政部否决了3000万元人民币研制费用预算，研制计划终止。

## 取消
运-10工程的最终取消原因很多，市场不足和技术落后以至於競爭力不足，是最主要的原因，政治因素也被列举为原因之一。订单不足导致单价过高，民航市场不足导致运营成本极高。文革后期，海外培养的科学技术人才凋零，受教育和政治影响，科技人员断層严重、素质不高。由于许多中國研發計畫纷纷失败、或者大幅落后国外产品，当时中国科研经费剧减一半，从1.3%降到0.65%，低效科研平台被放弃，许多科研队伍解散。同时民航局一直对此計畫持抵制。运-10工程开始于文化大革命中的1970年，主要支持者“四人帮”成员王洪文、张春桥在文革结束后遭到打击，也被部分人认为是运十取消的原因。
因為考慮民航机市场營利能力嚴重不足，在尝试将定位从客机改为货运机，甚至是退而追求军用預警、加油机以获得国家拨款，但是技术上，原采用苏联设计规范，设计出来的零部件可达到高抗疲劳强度，但整机将较波音707严重超重；后参照美国适航条例FAR-25标准研制，削薄减轻零件，因当时国内配套材料水準不足，制造出的整机仍较波音707略重，抗疲劳强度却大降，经百余小时试飞后机体隔框出现裂纹，安全性较低，在軍隊也难以达到实用标准。各種嘗試均未果后，面對設計上的問題，出現了基本無法挑戰的鴻溝，只能忍痛放弃整個計畫。

## 後續
运-10项目的投入，因為本身無法維持而即時止損，但當局卻做出了解散團隊的決定，這導致航空人材出現斷層，不過其仍带动了其他工業产业链，在上海培养了众多科学技术人员。适逢改革开放初期，上海大众計畫初建，上飞的很多技术人员外流前往大众，上飞对这种大型国有企业间的人材平级调动无可奈何也未获得补偿，使用了一个已消失了近半个世纪的上海方言词汇“跳槽”谓之，赋予了“跳槽”新的含义并被广泛使用至今；虽然上飞心痛不已，但这些技术人员在数年内即在引进技术国产化方面发挥作用，成为邓小平时代经济的一大特色，形成与此前“自力更生”和“成套引进”各阶段均不同的风格。后来中央拍板製造國產飛機ARJ系列時，國家才有充足的資金和基礎實力，雖為全新嘗試，但由中国商用飞机公司接力研製後，終於推出市場化大飛機C919。
現時僅存一架的运-10飞机，尾號B-0002，自棄用後曾停放在上海大场机场內中國商飛公司的草坪上，及後與一架同樣由中國商飛獲授權試製的MD-80客機略經修繕，於2009年4月在同一工廠內成為靜態展品。至2017年12月，運-10被分拆為數個部分，由平板拖车送往中國商飛浦東廠房行政大樓前的草坪重新組裝，並於翌年年中在該處，以中國第一架客機的姿態繼續展出。

## 技术性能指标
- 原始功能：大型軍用首長專机、运输机
- 发动机：四台渦扇-8(WS-8）涡扇发动机；单台推力 8,650kgf(19,000lb)
- 性能数据
  - 最大巡航速度(重量100000千克，高度8000米)　　　　974公里/小时
  - 经济巡航速度(重量100000千克，高度11000米)　　　 917公里/小时
  - 最大爬升率(最大起飞重量)　　　　　　　　　　　　20米/秒
  - 最大巡航高度　　　　　　　　　　　　　　　　　　12000米
  - 起飞场长(最大起飞重量，按ICAO标准)　　　　　　　2318米
  - 着陆场长(最大着陆重量，按ICAO标准)　　　　　　　2143米
  - 航程(巡航高度11000米，巡航速度M0.82，备份油量：10％全时间巡航用油及30分钟等待用油)
    - 商载15000千克　　　　　　　　　　　　　　　　 6400公里
    - 商载5000千克　　　　　　　　　　　　　　　　　8300公里

- 机组/乘员 
  - 机组：5人驾驶制、4个服务员
  - 乘员：混合级124人：

- 头等舱16座、排距1.05m/41.34英寸；
- 经济舱108座、排距0.88m/34.65英寸；
- 全经济级149人、排距0.88m/34.65英寸；
- 最大起飞重量 110,000kg(242,500 lb)

- 外形尺寸
  - 翼展　　　　　　　　　42.24米
  - 机长　　　　　　　　　42.93米
  - 机高　　　　　　　　　13.42米
  - 机身长度　　　　　　　40.75米
  - 机翼面积　　　　　　　244.46米2

- 内部尺寸
  - 客舱
  - 长度　　　　　　　　30.4米
  - 宽度　　　　　　　　3.48米
  - 高度  　　　　　　　2.20米
  - 容积  　　　　　　　200.49米3
  - 货舱
    - 前货舱容积　　　　　15.65米3
    - 后货舱容积　　　　　20.36米3

- 重量及载荷
  - 最大起飞重量　　　　　110000千克
  - 最大着陆重量　　　　　83000千克
  - 最大无油重量　　　　　73000千克
  - 基本重量　　　　　　　58000千克
  - 最大载油量　　　　　　51000千克
  - 最大商务载重　　　　　15000千克
  - 最大商载载油量　　　　37000千克
  - 翼载荷(最大起飞重量)　4.41千牛/米2(450公斤/米2)

## 参見
- ARJ21
- C919
- CR929

类似型号
- 波音707
- 波音720
- 道格拉斯DC-8
- 康维尔880
- 康维尔990